# Anja Augustin
Anja Augustin (* 1974 in München) ist eine deutsche Opern-, Oratorien-, Konzert- und Liedsängerin in der Stimmlage Sopran.

## Leben
Bereits während ihrer  Schulzeit erhielt sie eine musikalisch/künstlerische Ausbildung in Klavier, Querflöte, Gesang, Ballett und Jazzdance. Zwischen 1991 und 1994 trat Anja Augustin häufig in Schul- und Musikschulprojekten auf, u. a. in der Oper Bastien und Bastienne und in der Rockoper Jesus Christ Superstar. Ihr Gesangsstudium (1994–2000) absolvierte sie am Leopold-Mozart-Konservatorium in Augsburg und an der Musikhochschule Nürnberg/Augsburg bei Dorothea Chryst. Anschließend besuchte sie Fortbildungsklassen von Dorothea Chryst (Oper) und Edith Wiens (Lied). Es folgten Meisterklassen u. a. bei Margreet Honig, Rudolf Janssen und Brigitte Fassbaender. Die Sopranistin war von 1996 bis 2003 Mitglied bei den Vokalsolisten und im Kammerchor Stuttgart unter der Leitung von Frieder Bernius, mit dem sie Konzertreisen durch Europa, in die USA, Israel, Asien und nach Kanada unternahm.
Gastengagements führten sie u. a. an die Theater von Augsburg und Ulm, wo sie in Opern von Wolfgang Amadeus Mozart, Friedrich Händel und Gaetano Donizetti auftrat. 2002 gab sie ihr Debüt an der Bayerischen Staatsoper in Henry Purcells Dido and Aeneas. An der Oper in München sang sie in folgenden Jahren u. a. noch folgende Partien: Taumännchen in Hänsel und Gretel, die Base in Madama Butterfly und die 1. Adelige Waise in Der Rosenkavalier.
Ihr erstes Festengagement erhielt die Sopranistin 2003 am Theater Erfurt. Dort sang sie die Gretel in Hänsel und Gretel, Eliza Doolittle in My fair Lady, Erste Elfe in Rusalka, Prinzessin Schlafittchen in Das Traumfresserchen, Eva Peron in Evita, Hattie, Garderobiere in Kiss me, Kate und weitere Rollen.
Höhepunkte ihrer Karriere waren Galas im Prinzregententheater in München, das Johann-Strauss-Festival in Breslau, der Regensburger Kultursommer sowie in der Helix Concert Hall in Dublin mit dem RTÉ Orchestra.